# Spálené Poříčí
Spálené Poříčí là một thị trấn thuộc huyện Plzeň-jih, vùng Plzeňský, Cộng hòa Séc.